# VL Myrsky
VL Myrsky (фін. Myrsky — буря) — одномоторний винищувач фінських ВПС часів Другої світової війни. Було випущено три модифікації проекту «Myrsky I», «Myrsky II» та «Myrsky III».

## Історія
Перед Зимовою війною фінські військово-повітряні сили замовили попередній проект вітчизняного винищувача на державному авіазаводі VL у Тампере. У травні 1939 року було надано п'ять проектів, і у червні міністерство оборони обрало з них один. Винищувач розроблений групою інженерів (Мартті Ваїніо, Торсті Верккола, Едвард Вегеліус та Арво Юлінен).
Через брак дюралюмінію крила виготовлялися з фанери, а металевий каркас фюзеляжу був покритий дерев'яними листами з матер'яною обшивкою. Складнощі з постачанням двигунів змусили відмовитися від моделі Bristol Taurus III на користь менш потужних Pratt & Whitney R-1830 і R-1830-S3C3-G. Надалі випуск використовувалися трофейні двигуни P&W S3C3-G від німецьких союзників.
Перший політ прототипу «Myrsky I» відбувся 23 грудня 1941 року. Літак був боєздатний, але надто важкий. Три наступні літаки виявилися поганими на високих швидкостях і були втрачені при випробуваннях, два пілоти загинули і один був поранений.
Серійне виробництво почалося вже після постачання до Фінляндії «Мессершмітів» у 1943 році. Модель отримала позначення «Myrsky II». Було збудовано 47 літаків.
Модифікація «Myrsky III» була замовлена навесні 1943 року, але не було збудовано жодного екземпляра.

## Застосування
12-та розвідувальна ескадрилья отримала перші літаки у серпні 1944 року. До кінця фінської кампанії 30 «Myrsky II» надійшли до 12-ї та 16-ї ескадрильї.
Винищувачі брали активну участь у бойових діях. У бою з Як-7 «Myrsky» пошкодили пару радянських винищувачів, які розбилися під час посадки. У вересні 1944 шість машин бомбардували аеродром і знищили одинадцять По-2 на землі. Під час Лапландської війни «Myrsky» вели розвідку. Після війни експлуатація закінчилася до 1947 року, а останній політ відбувся в лютому 1948 року.

## Оцінка
Хоча літак задовольняв проектне завдання, він не виправдав очікувань. Дерев'яна конструкція погано переносила вогкість та холод. Проклейка ерзац-клеєм була ненадійна і деталі літака роз'єднувалися. Десять «Myrsky» розбилися в 1943-47 рр., загинуло чотири пілоти. Тим не менш, літак показав себе досить маневреним та швидким для ближнього бою із сучасними радянськими винищувачами. За швидкістю «Myrsky» поступався лише Bf.109G. Аеродинамічні якості були чудові, і літак отримав розвиток у проекті винищувача VL Pyörremyrsky та у тренувальному літаку Valmet Vihuri. Широке шасі давало зручне керування на землі. Однак загалом при простоті конструкції літак банально не витримував умов фінської погоди.

## Тактико-технічні характеристики
Технічні характеристики
- Екіпаж: 1
- Довжина: 8,35 м
- Розмах крила: 11,0 м
- Висота: 3,0 м
- Площа крила: 18,0 м²
- Маса пустого: 2 485 кг
- Нормальна злітна маса: 2 950 кг
- Максимальна злітна маса: 3 213 кг
- Силова установка: 1 × дворядний зіркоподібний Pratt & Whitney R-1830-SC3-G
- потужність двигунів: 1 × 1065 КC

(1 × 749 кВт)
- Повітряний гвинт: VLS 8002

Льотні характеристики
- Максимальна швидкість:  
  - на висоті: 535 км/год на 3400 м
  - у землі: 470 км/ч
- Крейсерська швидкість: 365 км/год
- Бойовий радіус: 650 км
- Практична дальність: 1 100 км
- Тривалість польоту: 1,5 часа
  - с 2 × 150 л ППБ: 3 години
- Практична стеля: 9 800 м
- Швидкопідйомність: 14,3 м/с
- Швидкість набирання висоти:
  - 2000 м за 2 хв 12 с.
  - 5000 м за 6 хв 24 сек.
  - 8000 м за 22 хв 30 с.
- Навантаження на крило: 164 кг/м² (розрах.)
- Тягооснащеність: 254 Вт/кг (розрах.)

Озброєння
- Стрілково-гарматне: 4 × 12,7 мм Кулемет LKK/42 по 220—260 патронів на ствол
- бомби: 2 × 100 кг